# サラヴァト・ユラーエフ
サラヴァト・ユラーエフ（バシキール語: Салауат Юлаев、ロシア語: Салават Юлаев、1754年6月16日 - 1800年9月26日）は、バシキール人の民族的英雄。プガチョフの乱でエメリヤン・プガチョフ側に参加するが敗北し、現在のエストニア、パルディスキの監獄につながれ死去した。
詩人としても知られる。現在ではバシコルトスタン共和国の英雄として、サラヴァト市をはじめとする地名やホッケーチーム、国家賞にその名が冠されている。

## 参考
- article on the biography Salawat Yulayev in Kommersant Vlast, No. 35, 2004-09-06